# Bandiera della Repubblica di Carelia
La bandiera nazionale della Repubblica di Carelia è un rettangolo con strisce orizzontali di pari altezza: quella più in alto è rossa, quella centrale è blu e quella più in basso è verde. Il rapporto tra altezza e lunghezza è 2:3.
La bandiera attuale è stata adottata dal 1992 in sostituzione della precedente bandiera della Repubblica Socialista Sovietica Autonoma di Carelia. La sostanziale differenza sta nell'eliminazione della Falce e Martello, ma è molto simile alla bandiera della Repubblica Socialista Sovietica Carelo-Finlandese.

## Bandiere storiche

Bandiera della Repubblica Socialista Sovietica Carelo-Finlandese nel 1940
Bandiera della Repubblica Socialista Sovietica Carelo-Finlandese dal 1940 al 1953
Bandiera della Repubblica Socialista Sovietica Carelo-Finlandese dal 1953 al 1956
Bandiera della Repubblica Socialista Sovietica Autonoma di Carelia dal 1956 al 1992